# Manifestations de 2023 en Pologne
Les manifestations de 2023 en Pologne sont un ensemble de manifestations anti-gouvernementales qui ont lieu depuis juin 2023 dans toute la Pologne et, en particulier, dans sa capitale, Varsovie. Les protestations ont été déclenchées par l'adoption du projet de loi communément appelé « Lex Tusk », qui, selon les critiques, perturberait la séparation constitutionnelle des pouvoirs en donnant au parti au pouvoir du PiS un contrôle judiciaire excessif. L'opposition polonaise au Parlement national, ainsi que de nombreux commentateurs étrangers, ont considéré l'approbation de la loi comme une extension de la crise constitutionnelle (en) perçue sous la présidence d'Andrzej Duda et le gouvernement dirigé par le Premier ministre Mateusz Morawiecki.

## Causes
Depuis au moins 2015, le gouvernement polonais dirigé par le parti Droit et justice est accusé de faciliter le recul démocratique, en particulier dans le domaine de l'indépendance judiciaire,. Le parti populiste de droite a été accusé de restreindre l'indépendance du pouvoir judiciaire, d'éliminer la séparation des pouvoirs et d'exercer une influence indue sur les tribunaux. Cela a culminé en décembre 2017, lorsque la Commission européenne a déclenché l'article 7 en ce qui concerne le risque perçu pour l'État de droit en Pologne.

« Le schéma commun de toutes ces modifications législatives est que les pouvoirs exécutif ou législatif sont désormais organisés de telle manière que la majorité au pouvoir peut systématiquement et politiquement s'immiscer dans la composition, les pouvoirs, l'administration et le fonctionnement de ces autorités, rendant ainsi l'indépendance du pouvoir judiciaire complètement discutable. »

— Frans Timmermans, premier vice-président de la Commission européenne
Alors que les cabinets dirigés par Beata Szydło et Mateusz Morawiecki ont reçu un soutien populaire parmi les conservateurs et l'Église catholique nationale et des avantages sociaux en constante augmentation, des inquiétudes ont été soulevées face à l'agressivité croissante du gouvernement contre les minorités, notamment la communauté LGBTQ+, les droits reproductifs et les institutions de l'UE. L'érosion perçue de la liberté académique dans le domaine de la recherche sur l'Holocauste et les libertés des médias, ainsi que la hausse de l'inflation, ont également été largement considérées comme des motifs de préoccupation.

### Lex Tusk
Le 29 mai 2023, le président polonais Andrzej Duda a annoncé qu'il signerait un projet de loi qui établirait une commission d'enquête pour déterminer si le parti libéral Plate-forme civique, qui dirigeait l'opposition au Parlement national à l'époque, avait permis au pays d'être influencé par la Russie sous les cabinets de Donald Tusk et Ewa Kopacz de 2007 à 2015, rendant ainsi la Pologne dépendante du pétrole et du gaz naturel russes. Le projet de loi, qui a été publié au Journal des lois (en) le lendemain, permettrait au Parlement de créer une commission de 10 membres, dont le chef serait directement choisi par le Premier ministre Morawiecki, qui rendrait un premier rapport le 17 septembre 2023, avant les élections législatives qui devaient se tenir plus tard dans l'année. Cela permettrait aussi à la commission d'interdire n'importe quelles personnalités politiques trouvées pour avoir soumis la Pologne à l'influence russe de tenir la plupart des devoirs publics officiels depuis dix ans.
Duda et le parti Droit et Justice, qui ont soutenu l'adoption du projet de loi, ont été accusés par les critiques et les partis d'opposition d'avoir conçu la législation dans le but spécifique de cibler les opposants et de les retirer de la vie publique, et de nuire au soutien du chef de la Plateforme civique, l'ancien Premier ministre Tusk (pour cette raison, la loi a été surnommée « Lex Tusk », ou la « loi Tusk »). Certains critiques ont comparé les objectifs de la loi à la rhétorique politique diffusée à l'origine par le sénateur américain Joseph McCarthy à la fin des années 1940 et dans les années 1950. La « Lex Tusk » a également attiré les critiques de l'Union européenne, à travers des déclarations officielles de Věra Jourová et Didier Reynders, et des États-Unis, le porte-parole du département d'État américain Matthew Miller déposant une annonce officielle.
Le 2 juin 2023, Duda a annoncé qu'il avait envoyé un amendement urgent contenant plusieurs propositions de révision du projet de loi au Parlement polonais, encourageant les législateurs à « agir rapidement » et déclarant qu'il « réagissait » à l'indignation du public entourant l'adoption initiale de la loi. Selon le président polonais, les modifications proposées garantiraient que la loi soit soumise à un examen non partisan, qu'aucun parlementaire ne soit autorisé à faire partie de la commission et qu'aucun des politiciens qui fait face à des accusations à la suite de l'enquête pourrait être interdit d'exercer des fonctions publiques.

## Manifestations
Le 4 juin 2023, l'ancien Premier ministre Donald Tusk, avec plusieurs autres membres du parti Plate-forme civique, a organisé une série de manifestations antigouvernementales à Varsovie, la capitale de la Pologne. Des personnes de tout le pays se sont jointes à la manifestation, pendant que les foules se rassemblaient aussi à Cracovie, Szczecin, Poznań et d'autres villes polonaises. Les manifestations à Varsovie ont notamment été suivies par l'ancien président et leader de Solidarité Lech Wałęsa, le maire sortant de Varsovie Rafał Trzaskowski, la militante sociale Sylwia Gregorczyk-Abram (en) et le leader de la Nouvelle Gauche Włodzimierz Czarzasty, entre autres. Bien qu'ayant maintenu une approche plus prudente dans les semaines précédant l'événement, de nombreux autres groupements d'opposition, à l'exception du parti d'extrême droite Confédération, ont finalement envoyé leurs représentants respectifs à Varsovie, en réponse à l'approbation de la « Lex Tusk ».
Bien qu'il n'y ait pas eu de confirmation officielle de l'ampleur du rassemblement, le nombre estimé de participants aux manifestations à Varsovie variait de 300 000 personnes, selon le portail Web polonais Onet.pl, à 500 000 personnes, selon les estimations de la mairie et de Tusk lui-même. La marche a été convoquée symboliquement pour marquer le 34e anniversaire des élections semi-libres tenues en 1989, qui ont été largement considérées comme le catalyseur de la chute du régime communiste et d'une transition pacifique vers des élections parlementaires et démocratie en Pologne.
Une nouvelle manifestation organisée par l'opposition réunit 600 000 à 1 000 000 de personnes le 1er octobre 2023 dans les rues de la capitale polonaise, rassemblement qualifié de « plus grande manifestation dans l'histoire de Varsovie » selon la porte-parole de la mairie.